# Daniel Vischer

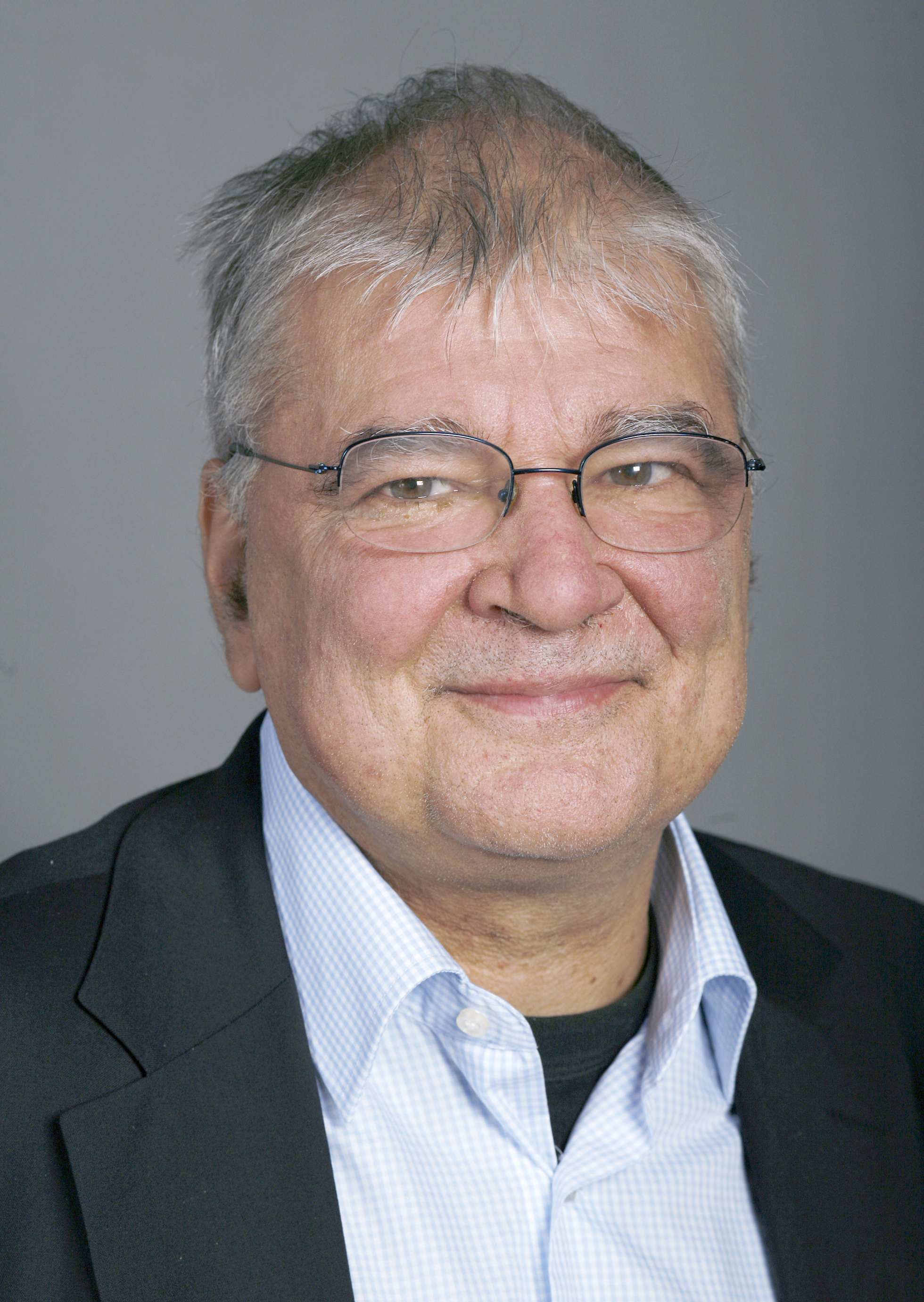
Daniel Vischer (2007)

Daniel Vischer (* 16. Januar 1950 in Basel; † 17. Januar 2017 in Zürich; heimatberechtigt in Basel) war ein Schweizer Politiker (POCH, später Grüne), von 2003 bis 2015 Mitglied des Nationalrates.

## Leben

### Familie, Ausbildung und Beruf
Daniel Vischer war ein Sohn des Rechtswissenschaftlers Frank Vischer. Nach der Matura am Gymnasium Münchenstein, studierte er ab 1980 Rechtswissenschaft. Er engagierte sich in Vereinigungen der studentischen Jugend. 1984 schloss er mit dem Lizenziat ab, 1987 erlangte er das Anwaltspatent. Er arbeitete ab 1988 als freiberuflicher Rechtsanwalt und war auch in der Rechtsauskunft Anwaltskollektiv tätig. Seine Schwerpunkte waren Strafrecht, Arbeitsrecht und Scheidungsrecht.
Er war verheiratet, hatte zwei Kinder und lebte in Zürich. Er erlag im Januar 2017 im Alter von 67 Jahren seinem langjährigen Lungenkrebsleiden.

### Politische Karriere

Daniel Vischer (1992)

1968 war Daniel Vischer Zürcher Sekretär der Progressiven Organisationen der Schweiz (POCH). Vischer engagierte sich gegen die Schwarzenbach-Initiativen der Nationalen Aktion und beteiligte sich 1975 an der Besetzung des Geländes des geplanten Atomkraftwerks in Kaiseraugst. Von 1983 bis 2003 gehörte er dem Zürcher Kantonsrat an. Das Ende der POCH erlebte Vischer als persönliche Niederlage auf seinem Lebensweg als politisch denkender und handelnder Mensch. 1990 wechselte er zu den Grünen, deren Kantonsratsfraktion er von 1999 bis 2003 präsidierte. 1993 wurde er Präsident der Gewerkschaft VPOD Luftverkehr. Im selben Jahr war er Regierungsratskandidat der Grünen. Von 2000 bis 2005 war er Mitglied im Verfassungsrat des Kantons Zürich, der beauftragt war, eine neue Kantonsverfassung auszuarbeiten. Im Jahr 2003 wurde er Präsident der Gesellschaft Schweiz–Palästina.
Von 2003 bis 2015 hatte er ein Mandat als Nationalrat. Von 2005 bis 2007 war er Präsident der nationalrätlichen Rechtskommission (RK-NR). Bei den Wahlen 2003 und 2007 war er Ständeratskandidat der Grünen Kanton Zürich.

### Reisen
Seinen Mandaten in der POCH verdankte Vischer von 1972 bis 1980 Reisen in drei Kontinente. Diese führten ihn nach Kuba, nach Nordkorea und nach Algerien. Dort, auf algerischem Boden, fand 1980 der Jahreskongress der Polisario statt. Bei dieser Gelegenheit begegnete der Schweizer Politiker auch der zentralen Figur der portugiesischen Nelkenrevolution von 1974, von dessen Persönlichkeit er tief beeindruckt war. Warum Otelo Saraiva de Carvalho damals in Algerien auftauchte, erfuhr Vischer nicht.

### Kontakte zur DDR
Der Stasi-Spion Marcel Bähler traf sich am 6. Juni 1974 mit vier Mitgliedern der POCH in Zürich. Neben Bähler nahmen an diesem Treffen Daniel Vischer, Niklaus Scherr, Rudolf Stohler und Thomas Heilmann teil. Im Bericht an seine Führungsoffiziere schrieb Bähler: «Ich schätze ein, dass diese Menschen für eine konspirative Arbeit für den Sozialismus sich eignen.» Vischer bestritt weitere Kontakte mit Marcel Bähler. Nach dem Treffen mit Bähler nahm Vischer an mehreren Gesprächen mit der DDR-Delegation im Volkshaus teil und besuchte die DDR privat.
In seiner Autobiografie steht dazu folgendes: «Die DDR spielte für mich nur privat eine Rolle, stammen doch die Eltern meiner Frau aus Dresden. Im Oktober 1983 besuchten wir dort ihre Tanten. Es blieb mein einziger Aufenthalt in der DDR.»

### Kritik
Als Daniel Vischer 2010 anlässlich einer Anti-Israel-Demonstration ein Interview mit den Amateurreportern der Bewegung «We Are Change Switzerland» (WAC) gab, entstand öffentliche Kritik. Unter anderem wurden die Hintergründe dazu durch den Sektenforscher Hugo Stamm im Tages-Anzeiger veröffentlicht. Dabei wurde einerseits Vischers Einlassen mit sektiererischen Verschwörungstheoretikern und anderseits seine eigene Wortwahl kritisiert. Daniel Vischer hat sich später vom Interview und von dieser Gruppierung abgegrenzt. Er beteuerte, er habe die Gruppierung vorher nicht gekannt.

## Schriften
- Eckdaten. Linke Politik und rechter Fussball. Memoiren. Verlag edition 8, Zürich 2021, ISBN 978-3-85990-418-7.